# صلیب ارتدکس روسی
| صلیب ارتدکس |
| صلیب روسی   |
| صلیب یونانی |
| صلیب صربی   |

صلیب ارتدکس روسی (یا فقط صلیب ارتدکس بر اساس برخی سنت‌های ارتدوکس روسی) گونه‌ای از صلیب مسیحی از سده شانزدهم در روسیه است، اگرچه تا حدی شباهت به صلیب با تیر متقاطع پایینی دارد که به سمت دیگر مایل شده است. به بالا) از سده ششم در امپراتوری بیزانس یافت شده است. صلیب ارتدکس روسی دارای سه تیر افقی است که پایین‌ترین آن به سمت پایین متمایل است. امروزه نمادی از کلیسای ارتدکس روسیه و ویژگی متمایز چشم‌انداز فرهنگی روسیه است. نام‌های دیگر این نماد عبارتند از صلیب روسی و صلیب اسلاوونی یا سوپدانیوم.
قدیمی‌ترین صلیب با زیرپایی مایل (بر خلاف صلیب روسی به سمت بالا) در سده ششم پیش از جدایی میان کلیساهای کاتولیک و ارتدکس معرفی شد و در نقاشی‌های دیواری، هنرها و صنایع دستی بیزانس استفاده می‌شد. در سال ۱۵۵۱ در طول انزوای متعارف کلیسای ارتدکس روسیه، ایوان مخوف، شاهزاده اعظم مسکو، برای نخستین بار از این صلیب استفاده کرد که زیرپایی آن به سمت دیگر کج شده بود، روی گنبد کلیساها. از این زمان به تصویر کشیده شدن آن بر روی نشان دولتی و پرچم‌های نظامی روسیه آغاز شد. در نیمه دوم سده نوزدهم، این صلیب توسط امپراتوری روسیه در دوک نشین بزرگ لیتوانی به عنوان نمادی از سیاست روسی سازی آن تبلیغ شد.
یکی از انواع معروف به صلیب روسی فقط دو تیرچه افقی دارد که تیرچه پایینی مایل است. یکی دیگر از انواع متقاطع بر روی هلال است. برخی منابع روسی صلیب ارتدکس روسی را از صلیب ارتدکس متمایز می‌کنند. در یونی‌کد نماد (☦) به عنوان صلیب ارتدکس نشان داده می‌شود. همان نشان سنگ قبر USVA را صلیب ارتدکس روسی می‌نامند.

## نام
بر اساس بسیاری از منابع نام صلیب اریب سه تیری صلیب روسی (ارتدوکس) است (به روسی: русский православный крест).
گاهی به آن صلیب بیزانسی نیز می‌گویند. متناوباً، «صلیب بیزانسی» همچنین نام یک صلیب لاتین با انتهای بیرونی است، زیرا رایج‌ترین شکل صلیبی در امپراتوری بیزانس بود. صلیب‌های دیگر (صلیب ایلخانی، صلیب ارتدکس روسی و غیره) گاهی به عنوان صلیب‌های بیزانسی نامیده می‌شوند، زیرا در فرهنگ بیزانس نیز از آنها استفاده می‌شد.
گاهی به آن صلیب فقط ارتدکس نیز می‌گویند. در عین حال، کلیساهای مختلف ارتدکس از صلیب‌های مختلفی استفاده می‌کنند و هر یک از آنها را می‌توان «صلیب ارتدکس» نامید. علاوه بر این، هیچ صلیبی وجود ندارد که به‌طور جهانی به عنوان «ارتدوکس» یا «کاتولیک» شناخته شود: هر نوع یک ویژگی سنت محلی است. صلیب همچنین به عنوان «صلیب شرقی» نامیده می‌شود و «جایگاه ویژه‌ای در زندگی مذهبی اوکراین دارد» و توسط کلیساهای ارتدکس اوکراین و کلیساهای کاتولیک بیزانسی استفاده می‌شده است. برای مثال، قدمت این صلیب خاص به روسیه کیوان برمی‌گردد و کاتولیک‌های اوکراینی و مسیحیان ارتدکس از آن استفاده می‌کنند.

## معنی

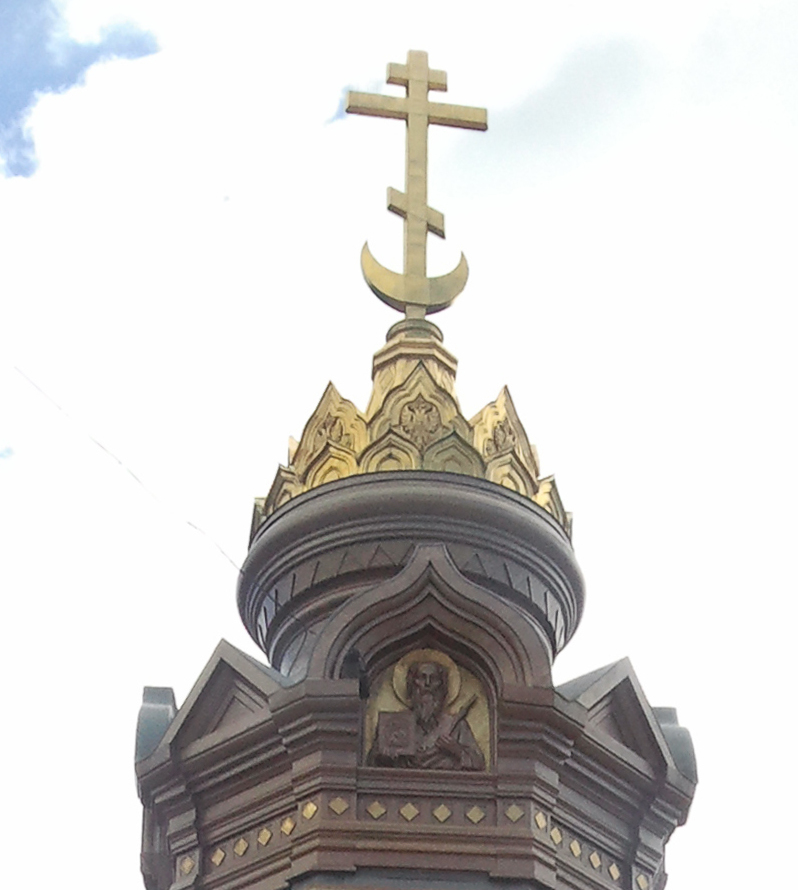
صلیب ارتدکس بر روی هلال در کلیسای پلونا، مسکو

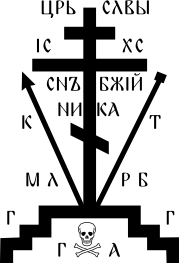
نوع کالواری صلیب ارتدکس روسیه

بالای سه تیر متقاطع نشان دهنده کتیبه پیلاطس است که در سنت یونانی قدیم «پادشاه جلال» بر اساس انجیل یوحنا است. اما در تصاویر بعدی نشان‌دهنده INRI است. تیر متقاطع وسط میله اصلی است که دست‌های قربانی به آن ثابت می‌شود، در حالی که تیرچه پایینی نشان دهنده زیرپایی است که شکنجه را طولانی می‌کند. در بسیاری از تصویرها، سمت راست مسیح بالاتر است و به سمت دزد توبه‌کار سنت دیسماس، که طبق سنت آخرالزمان در سمت راست عیسی مصلوب شد، به سمت بالا متمایل شده است، اما به سمت پایین به سمت دزد غیرتمند گشتاس. همچنین این تصور رایج است که تکیه گاه پا به سمت بهشت، در سمت راست مسیح، و به سمت پایین، به سمت جهنم، در سمت چپ مسیح است. صلیب اغلب در نمادهای «مصلوب به سبک بیزانسی تاریخی» به تصویر کشیده می‌شود.
یکی از انواع صلیب روسی «صلیب بر فراز هلال» است که گاهی با «جبرئیل نشسته بر بالای صلیب در حال دمیدن در شیپور» همراه است. دیدیه چاودت، در مجله دانشگاهی چین و اوراسیا فوروم کوارترلی، می‌نویسد که «نشان کلیسای ارتدکس صلیبی در بالای هلال است. گفته می‌شود که این نماد توسط ایوان مخوف ابداع شده است. پس از فتح شهر کازان، به عنوان نمادی از پیروزی مسیحیت بر اسلام از طریق سربازانش».

## استفاده کنونی
صلیب روسی (ارتدوکس) به‌طور گسترده توسط کلیسای ارتدکس روسیه استفاده می‌شود، و به‌طور گسترده در کلیساهای ارتدوکس لهستان و چک و اسلواکی که به ترتیب در سال ۱۹۴۸ و ۱۹۵۱ وضعیت خودمختار خود را از پدرسالار مسکو دریافت کردند، پذیرفته شده است. همچنین گاهی توسط پاتریارک‌نشین جهانی قسطنطنیه (مثلاً در اسقف ارتدکس کارپاتو-روسی آمریکا) استفاده می‌شود. «اگرچه معمولاً با کلیسای ارتدکس روسیه مرتبط است، این [صلیب] در کلیساهای ارتدوکس یونانی و صرب نیز یافت می‌شود» و همچنین توسط کلیساهای کاتولیک شرقی استفاده می‌شود.
این صلیب همچنین در نقاشی‌های دیواری بیزانسی در کلیساهایی که اکنون متعلق به کلیساهای ارتدکس یونانی و صربستان هستند یافت می‌شود. همچنین صلیب توسط کلیساهای AIPCA در کنیا استفاده می‌شود.

## تاریخچه
صلیب مایل با سه تیرهای متقاطع افقی پیشتر در سده ششم، بسیار پیش از شکاف بزرگ وجود داشت. با این حال، تنها در نقاشی‌های کلیسا، هنرها و صنایع دستی استفاده می‌شد و هرگز روی گنبدهای کلیسا استفاده نشد. نقاشی‌های دیواری قدیمی که این نوع صلیب را در نواحی یونان مدرن و صربستان به تصویر می‌کشد وجود دارد. یکی از نمادهای بیزانسی با صلیب سه میله‌ای، با تیر متقاطع مایل برای پای مسیح، موزاییکی سده یازدهمی از رستاخیز است. صلیب سه میله «خیلی زود در بیزانس وجود داشت، اما توسط کلیسای ارتدکس روسیه پذیرفته شد و به ویژه در کشورهای اسلاو رایج شد.»
در پایان سده پانزدهم، این صلیب به‌طور گسترده در مسکو استفاده شد، زمانی که حاکمان آن خود را «روم سوم»، جانشینان بیزانس و مدافعان ارتدکس اعلام کردند. در سال ۱۵۵۱ در شورای کلیسای ارتدوکس روسیه که به‌طور متعارف منزوی شده بود، شاهزاده اعظم مسکو ایوان مخوف تصمیم گرفت صلیب را روی گنبدهای کلیساهای روسیه استاندارد کند تا مسکووی را از "صلیب لیتوانیایی، پولاک " متمایز کند. این نخستین باری بود که از صلیب ارتدکس روسی بر روی گنبد کلیسا استفاده شد. در طول ۱۵۷۷–۱۶۲۵، صلیب ارتدکس روسی بین سر یک عقاب دو سر در نشان ملی روسیه به تصویر کشیده شد. تا پایان سده هفدهم بر روی بنرهای نظامی کشیده می‌شد.
در سال ۱۶۵۴، شورای مسکو، با پاک کردن آثار انزوای متعارف ۱۴۴۸–۱۵۸۹، مراسم عبادت ارتدکس روسی را با کلیساهای ارتدکس دیگر هماهنگ کرد. در این شورا، پاتریارک نیکون دستور داد به جای آن از صلیب یونانی استفاده شود. صلیب ارتدکس روسی این اصلاحات باعث انشقاق راسکول شد. جایگزینی صلیب ارتدکس روسی با صلیب یونانی به دلیل بی‌احترامی روس‌ها به صلیب دوم بود. به گفته متروپولیتن ریازان و موروم استفان، صلیب ارتدکس روسی توسط تزار پتر یکم (۱۶۷۲–۱۷۲۵) پوشیده شد که پاتریارک مسکو را به کلیسای مقدس تبدیل کرد.
در سده ۱۹ و ۲۰، صلیب ارتدوکس روسیه توسط امپراتوری روسیه و اتحاد جماهیر شوروی در بلاروس، لهستان و اوکراین به عنوان بخشی از سیاست‌های روسی سازی ترویج شد. در پایان سده بیستم و آغاز سده بیست و یکم، کلیسای ارتدکس روسیه بسیاری از صلیب‌های ارتدکس یونانی سنتی در بلاروس را با صلیب‌های ارتدوکس روسی جایگزین کرد. این نشان می‌دهد که این نماد به‌عنوان یک نماد ملی‌گرایانه روسی شناخته می‌شد تا یک نماد ارتدکس مذهبی.
صلیب ارتدکس روسی بر روی نمادهای چندین سازمان افراطی ناسیونالیست روسی مانند برادری حقیقت روسیه و اتحاد ملی روسیه به تصویر کشیده شده است.

## نگارخانه

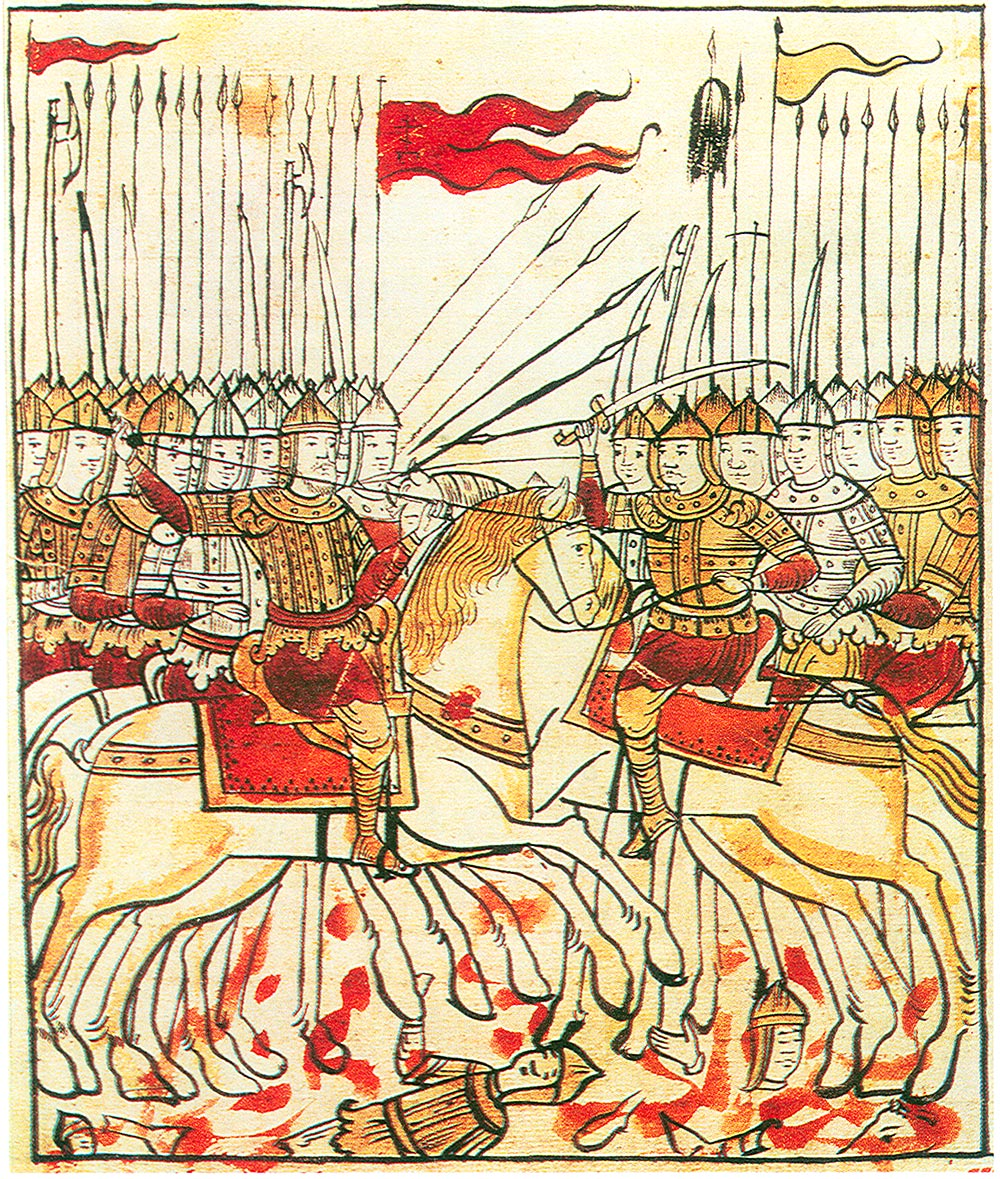
مینیاتوری سده هفدهمی ازنبرد کولیکوف (۱۳۸۰). یک جنگجو یک پرچم قرمز با یک صلیب حمل می‌کند
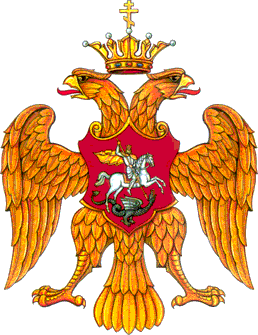
نشان ملی روسیه از مهرایوان چهارم، ۱۵۷۷
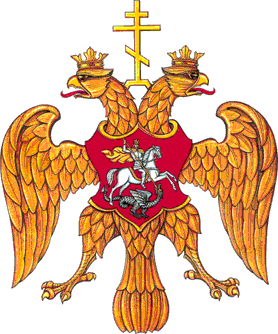
نشان روسیه از مهر فئودور یکم، ۱۵۸۹
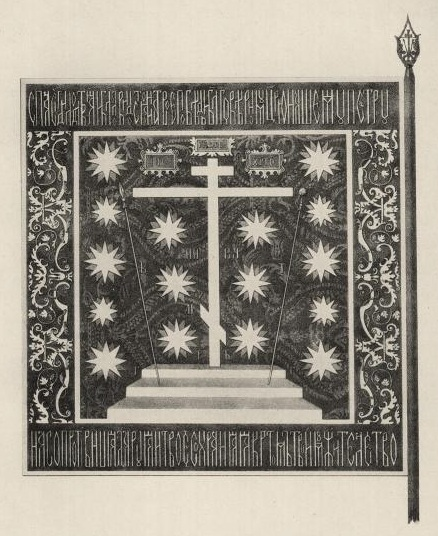
پرچم ارتش روسیه، ۱۶۹۶-۱۶۹۹
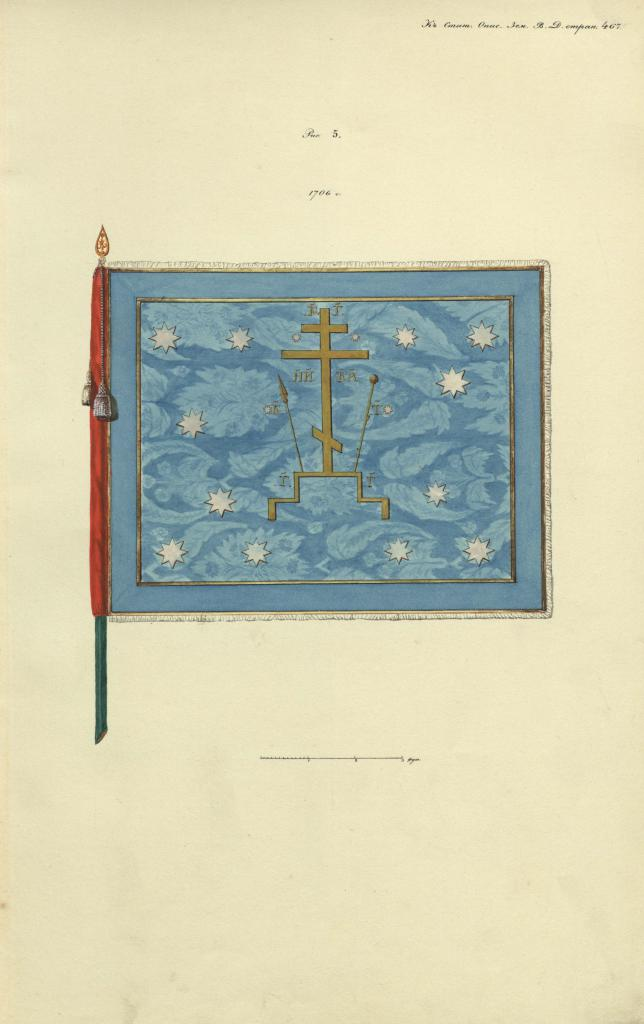
پرچم ارتش روسیه، ۱۷۰۶
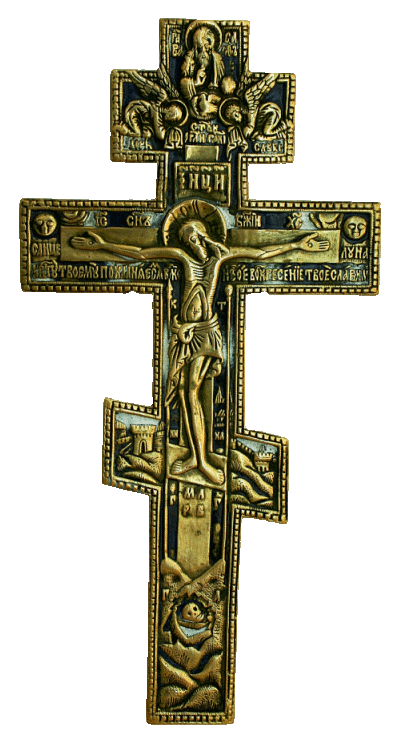
یک صلیب مسی معمولی برای ایمانداران قدیمی
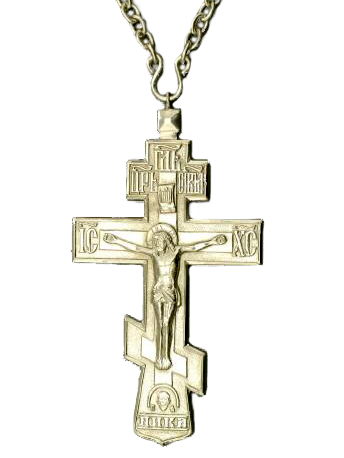
صلیب یک کشیش ارتدوکس روسی
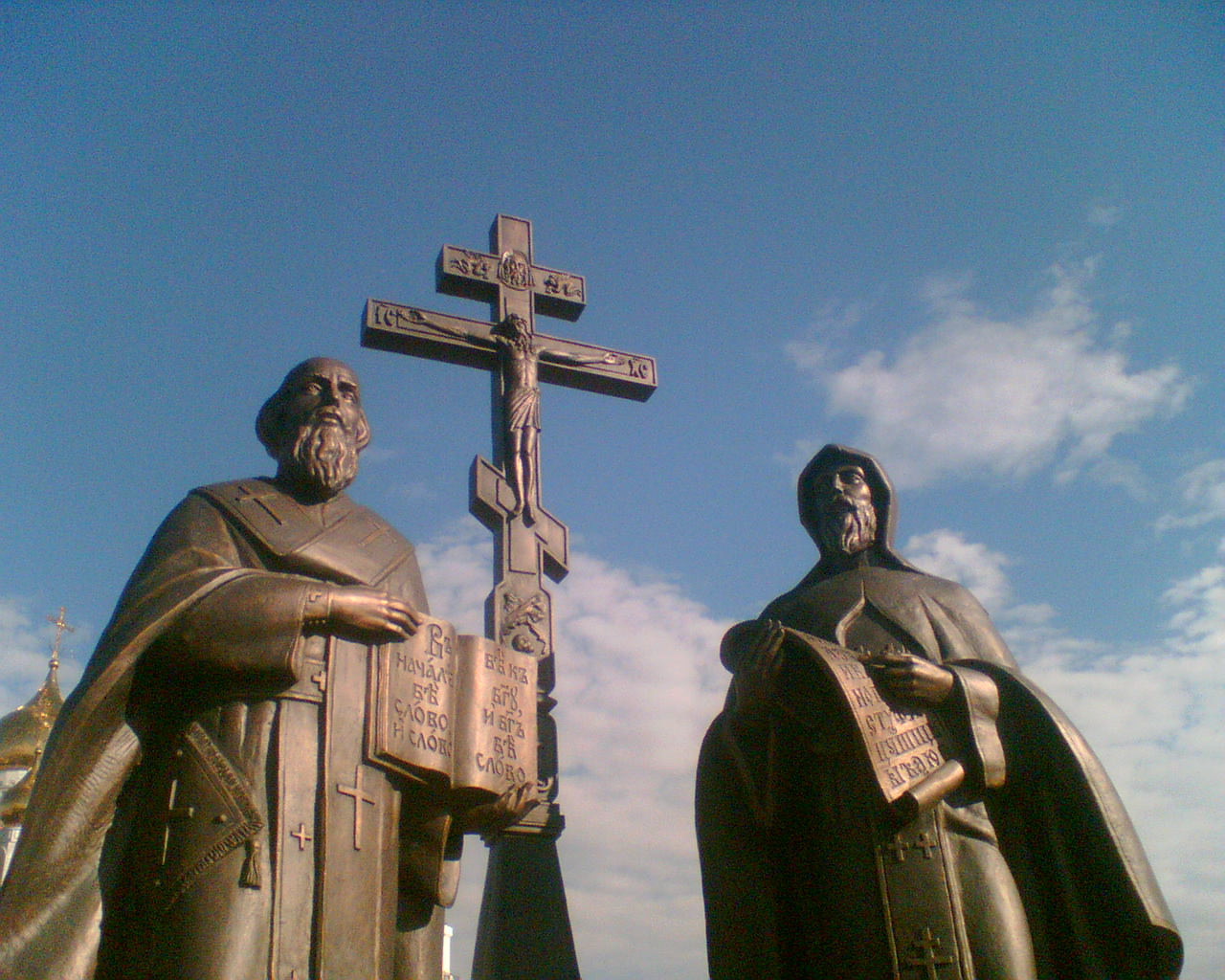
یک بنای یادبود مدرن برای Ss.سیریل و متدیوس درخانتی مانسیسک، روسیه
نشان ملی استان مسکو، ۲۰۰۵
نشان کرای پرم، ۲۰۰۷
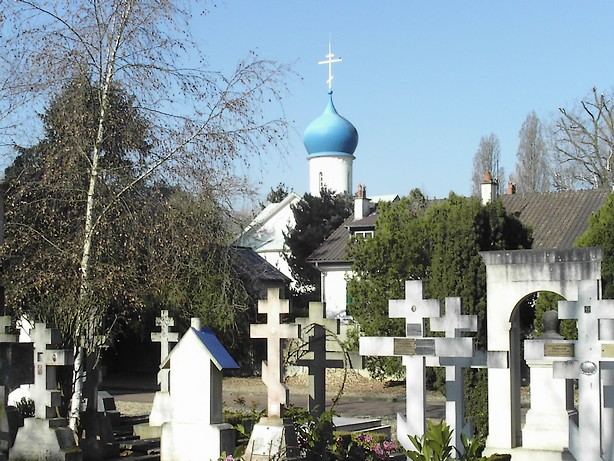
قبرستان روسی Sainte-Geneviève-des-Bois، محل اقامت بسیاری از مهاجران برجسته روسی
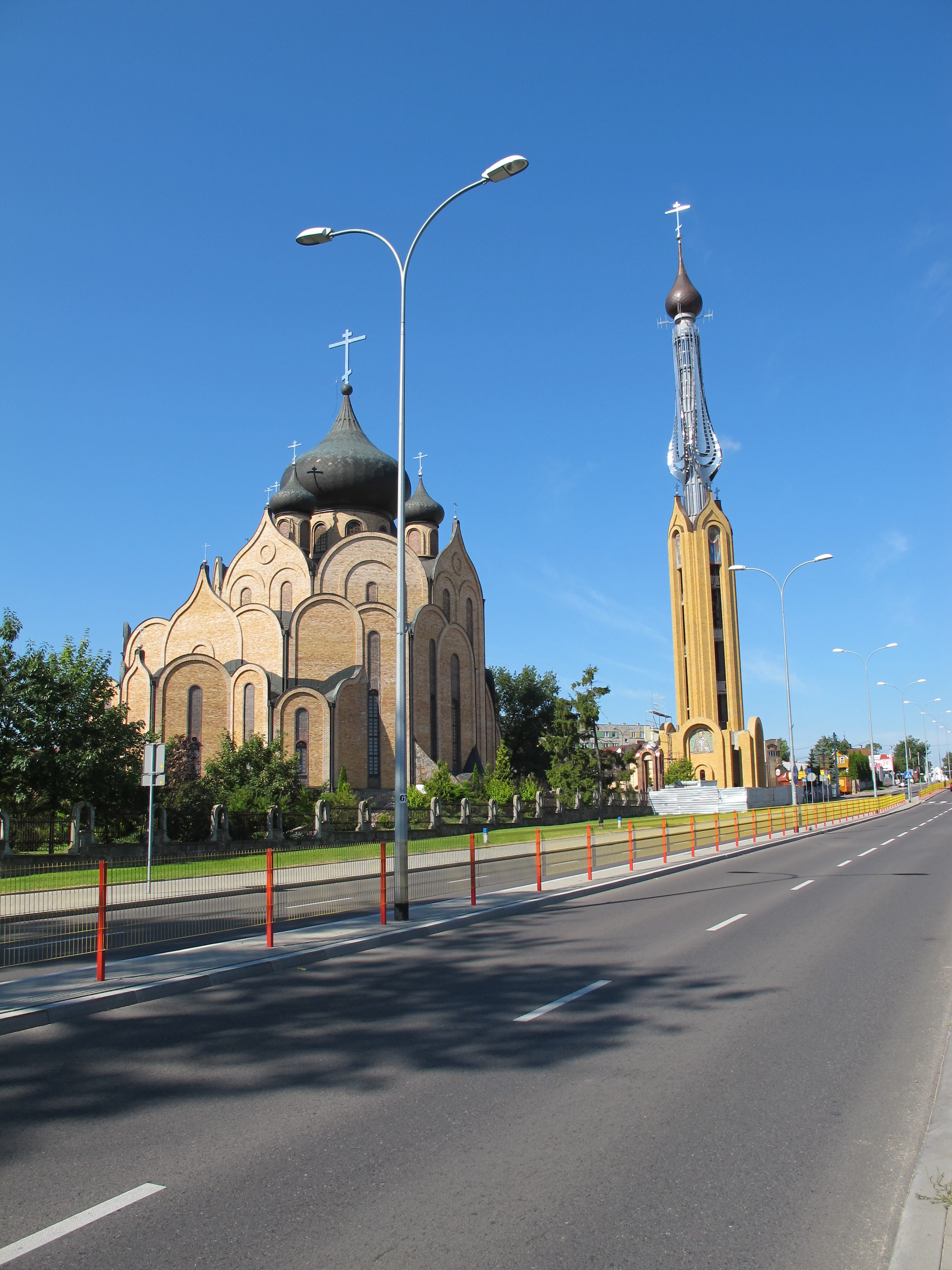
بیالیستوک (لهستان): صلیب‌های روی گنبدهای کلیسای روح القدس
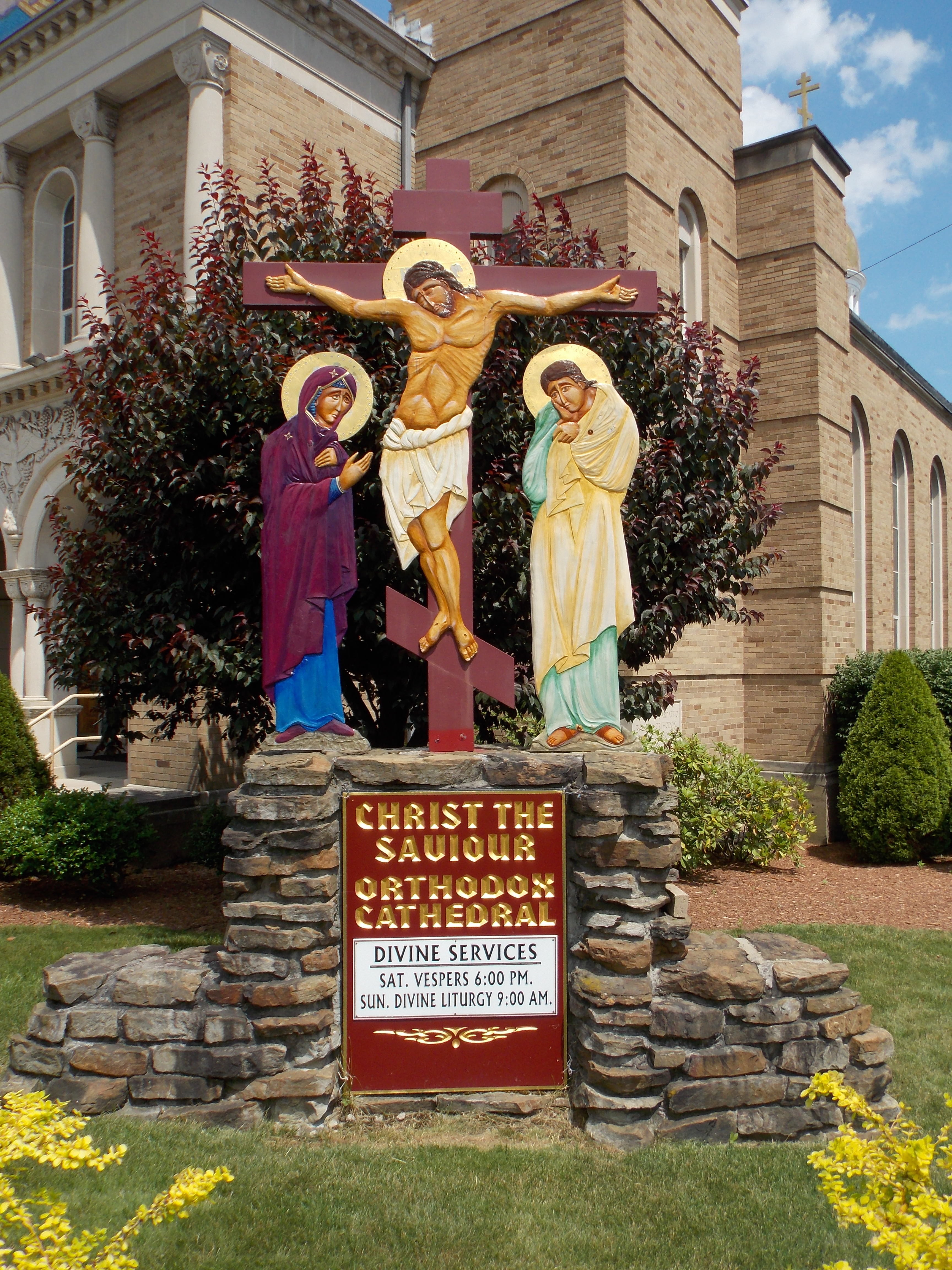
جانستون، پنسیلوانیا: کلیسای جامع مسیح ناجیاسقف ارتدکس کارپاتو-روسی آمریکا(تحت پاتریارک کلیسای قسطنطنیه)
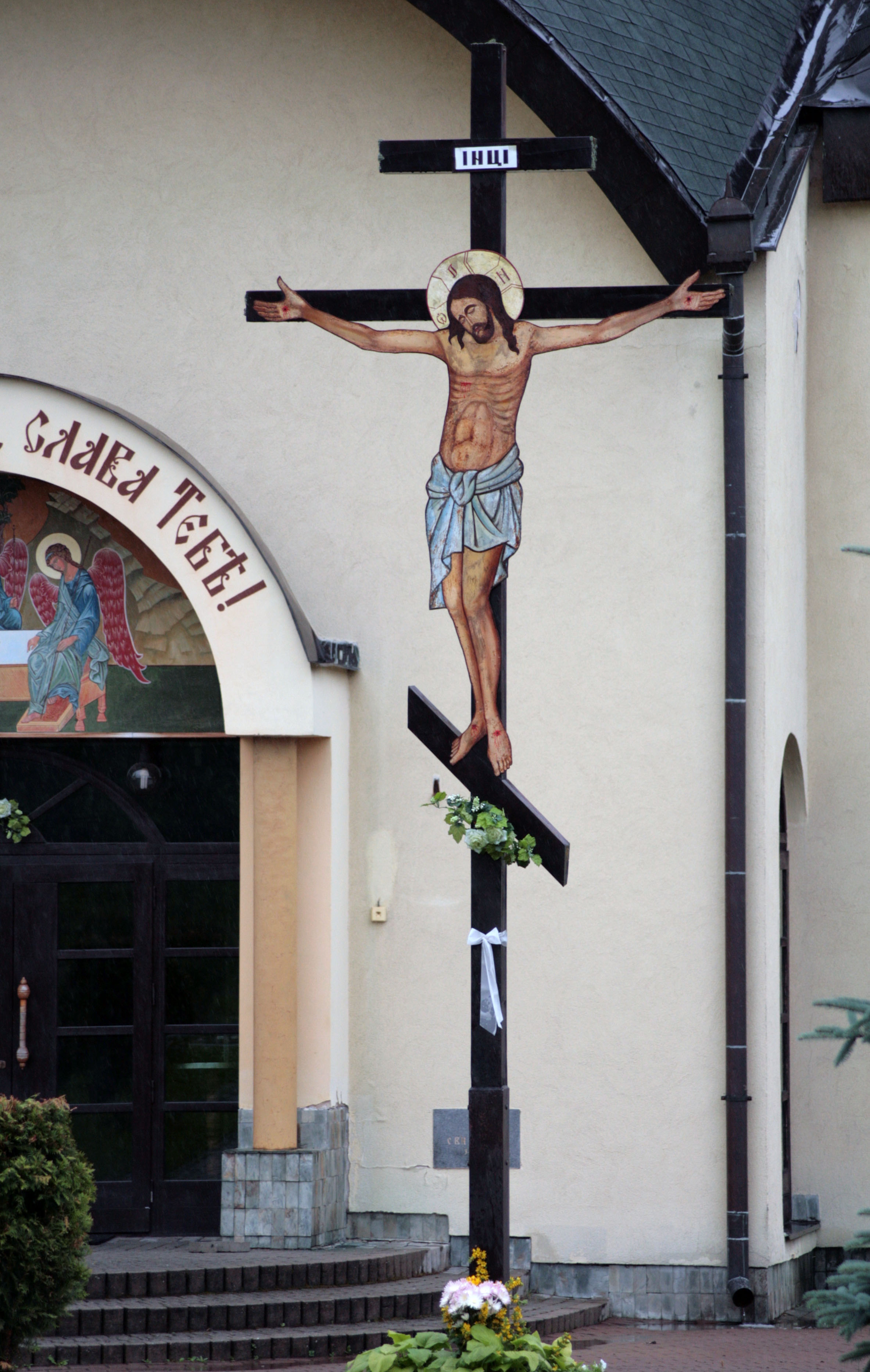
سویدنیک (اسلواکی): صلیب در مقابل یک کلیسا
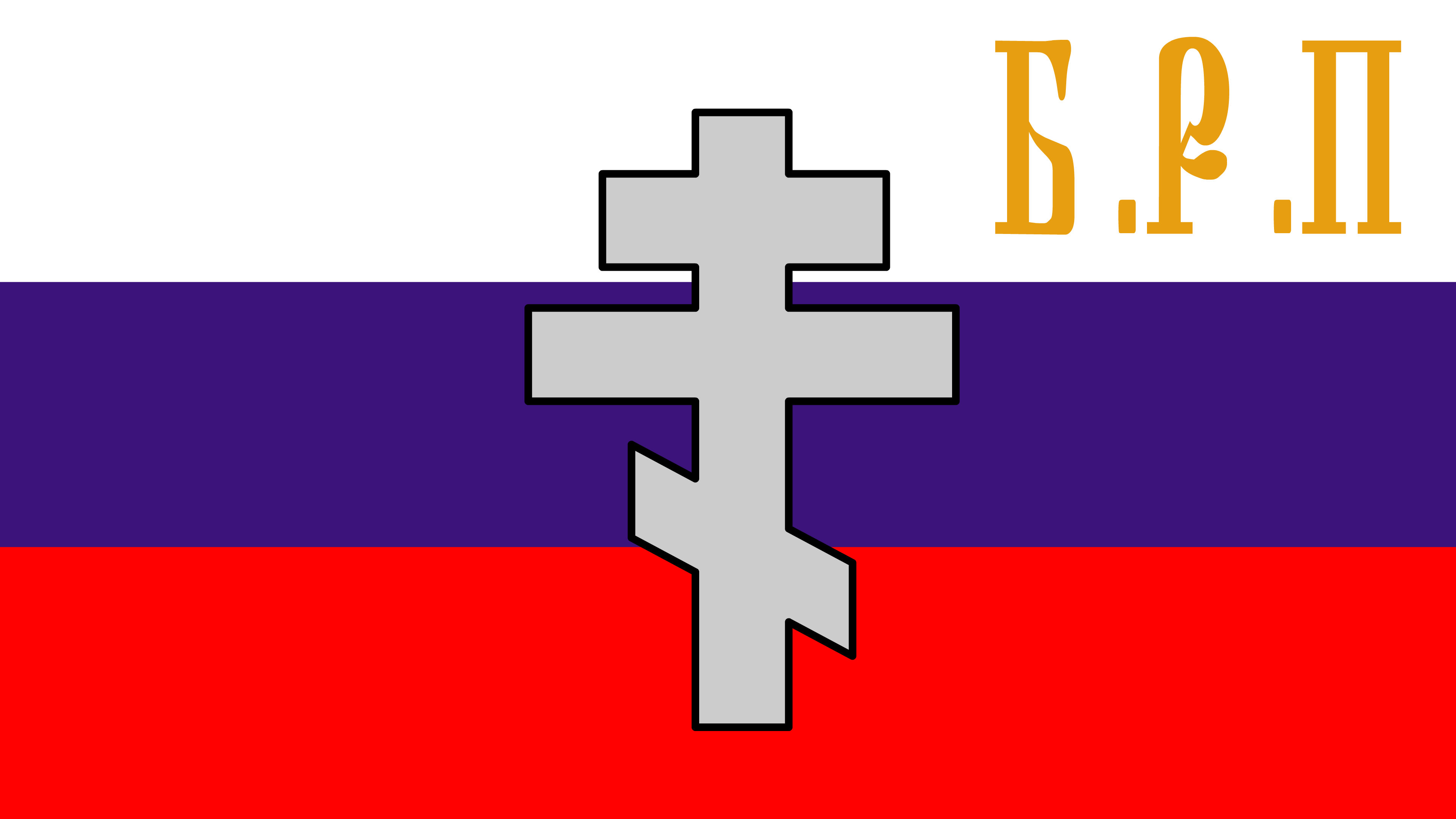
پرچم برادری حقیقت روسیه
پرچم RNU
نشان سنگ قبر USVA ۵ "صلیب ارتدوکس روسی"